# SLPX 17500
Az alábbi lista tartalmazza az LPX-SLPX-SLPXL 17500-as katalógusszám szerinti magyarországi hanglemez megjelenéseket. Ez a lista az 1975 és 1980 között megjelent hanglemezeket tartalmazza.
| Katalógusszám    | Év   | Formátum | Label      | Előadó                        | Cím                             |
| ---------------- | ---- | -------- | ---------- | ----------------------------- | ------------------------------- |
| SLPX 17500       | 1976 | LP       | Pepita     | Harangozó Teri                | Lánynak születtem               |
| SLPX 17501       | 1977 | LP       | Hungaroton | Kaláka                        | Kaláka                          |
| SLPX 17502       | 1976 | LP       | Pepita     | Bergendy                      | Fagypont fölött miénk a világ   |
| SLPX 17503       | 1976 | LP       | Pepita     | Zalatnay Sarolta              | Színes trikó, Kopott farmer     |
| SLPX 17504       | 1977 | LP       | Pepita     | Deseő Csaba Jazz Quintet      | Ultraviola                      |
| SLPX 17505       | 1976 | LP       | Pepita     | Made in Hungary'76            | Various                         |
| SLPX 17506       | 1977 | LP       | Pepita     | Csík Gusztáv és együttese     | Csík Gusztáv Quartet            |
| SLPX 17507       | 1975 | LP       | Pepita     | Csak a szépre emlékezem       | Various                         |
| SLPX 17508       | 1976 | LP       | Pepita     | Gemini                        | I.                              |
| SLPX 17509       | 1976 | LP       | Pepita     | Fonográf                      | FG-4                            |
| SLPX 17510       | 1976 | LP       | Pepita     | Neoton és a Kócbabák          | Menedékház                      |
| SLPX 17511       | 1976 | LP       | Pepita     | Koncz Zsuza                   | IX..Elmondom ház mindenkinek    |
| SLPX 17512       | 1977 | LP       | Pepita     | Skorpió                       | Kelj Fel                        |
| SLPX 17514       | 1976 | LP       | Pepita     | Bergendy                      | Jazz                            |
| SLPX 17515-17516 | 1976 | 2LP      | Pepita     | Locomotiv GT                  | V                               |
| SLPX 17517       | 1977 | LP       | Pepita     | Korda György                  | Én megálmodtalak                |
| SLPX 17518       | 1977 | LP       | Pepita     | Záray Márta és Vámosi János   | Záray + Vámosi                  |
| SLPX 17519       | 1977 | LP       | Pepita     | Hofi                          | Akácos Út                       |
| SLPX 17520       | 1978 | LP       | Pepita     | Molnár Dixieland Band         | Molnár Dixieland Band           |
| SLPX 17521       | 1977 | LP       | Pepita     | Katona Klári                  | Savanyú a csokoládé             |
| SLPX 17522       | 1977 | LP       | Pepita     | Benkó Dixieland Band          | Tin Roof Blues                  |
| SLPX 17523       | 1977 | LP       | Pepita     | Omega                         | 7 Időrabló                      |
| SLPX 17524       | 1977 | LP       | Pepita     | Cseh Tamás & Másik János      | Levél Nővéremnek                |
| SLPX 17526       | 1977 | LP       | Pepita     | Kovács Kati                   | Csendszóró                      |
| SLPX 17527       | 1977 | LP       | Pepita     | Koncz Zsuzsa                  | X                               |
| SLPX 17528       | 1977 | LP       | Pepita     | Piramis                       | Piramis                         |
| SLPX 17529       | 1978 | LP       | Pepita     | Apostol                       | A létrán                        |
| SLPX 17530       | 1977 | LP       | Pepita     | Corvina                       | CCC                             |
| SLPX 17531       | 1977 | LP       | Pepita     | Zorán                         | Zorán                           |
| SLPX 17532       | 1977 | LP       | Pepita     | Putnoky Gábor és Hollós Ilona | Gyere ülj kedves mellém         |
| SLPX 17533       | 1977 | LP       | Pepita     | Tessék Választani'77          | Various                         |
| SLPX 17534       | 1977 | LP       | Pepita     | Generál                       | Zenegép                         |
| SLPX 17535       | 1977 | LP       | Pepita     | Demjén Ferenc                 | Fújom a dalt                    |
| SLPX 17536       | 1977 | LP       | Pepita     | Fényes Szabolcs dalai         | Mindenkinek van egy álma        |
| SLPX 17537       | 1977 | LP       | Pepita     | Neoton Família                | Csak a zene                     |
| SLPX 17538       | 1977 | LP       | Pepita     | Fonográf                      | Edison Fonográf Album           |
| SLPX 17539       | 1977 | LP       | Pepita     | Locomotiv GT                  | Zene                            |
| SLPX 17541       | 1978 | LP       | Pepita     | Sprint                        | Sprint                          |
| SLPX 17542       | 1977 | LP       | Pepita     | Expess                        | Jöjj Hozzám                     |
| SLPX 17543       | 1978 | LP       | Pepita     | Mini                          | Vissza a városba                |
| SLPX 17544       | 1978 | LP       | Pepita     | Zalatnay Sarolta              | Minden szó egy dal              |
| SLPX 17545       | 1977 | LP       | Pepita     | Benkó Dixieland Band          | Jubileum                        |
| SLPX 17546       | 1978 | LP       | Pepita     | Máté Péter                    | Magány...és együttlét           |
| SLPX 17547       | 1978 | LP       | Pepita     | Halász Judit                  | Amikor én még kislány voltam    |
| SLPX 17548       | 1978 | LP       | Pepita     | Cseh Tamás                    | Antoine és Désiré               |
| SLPX 17549       | 1978 | LP       | Pepita     | Tomsits Jazz Group            | Álom és Valóság                 |
| SLPX 17550       | 1978 | LP       | Pepita     | Debrecen Jazz Group           | Debreceni Jazz együttes         |
| SLPX 17551-17552 | 1978 | 2LP      | Pepita     | Locomotiv GT                  | Aranyalbum 1971-76              |
| SLPX 17553       | 1978 | LP       | Pepita     | Kovács Kati                   | Életem lemeze                   |
| SLPX 17554       | 1978 | LP       | Pepita     | Szűcs Judith                  | Táncolj még!                    |
| SLPX 17555       | 1978 | LP       | Pepita     | Piramis                       | 2                               |
| SLPX 17556       | 1978 | LP       | Pepita     | Korda György                  | Maradj még                      |
| SLPX 17557       | 1978 | LP       | Pepita     | Láss, ne csak nézz            | Various                         |
| SLPX 17558       | 1978 | LP       | Pepita     | Katona Klári                  | Láthatod, boldog vagyok         |
| SLPX 17559       | 1978 | LP       | Pepita     | Illés együttes                | Boldog város                    |
| SLPX 17560       | 1978 | LP       | Pepita     | Bódy Magdi és együttese       | Bódy Magdi                      |
| SLPX 17561       | 1978 | LP       | Pepita     | Záray Márta, Vámosi János     | Nekünk találkozni kellett       |
| SLPX 17562       | 1978 | LP       | Pepita     | V'Moto Rock                   | V'Moto Rock                     |
| SLPX 17563       | 1978 | LP       | Pepita     | Fonográf                      | Útközben                        |
| SLPX 17564       | 1978 | LP       | Pepita     | Locomotiv GT                  | Mindenki                        |
| SLPX 17565       | 1978 | LP       | Pepita     | Zorán                         | Zorán II                        |
| SLPX 17566       | 1979 | LP       | Pepita     | Figyelem Felvétel             | Éjszaka a Stúdióban             |
| SLPX 17567       | 1978 | LP       | Pepita     | Color                         | Color                           |
| SLPX 17568       | 1978 | LP       | Pepita     | Neoton Família                | Neoton Disco                    |
| SLPX 17569       | 1979 | LP       | Pepita     | Koncz Zsuzsa                  | Valahol                         |
| SLPX 17570       | 1979 | LP       | Pepita     | Omega                         | 8. Csillagok útján              |
| SLPX 17571       | 1978 | LP       | Pepita     | Cserháti Zsuzsa               | Cserháti Zsuzsa                 |
| SLPX 17572       | 1978 | LP       | Pepita     | Hofi Géza                     | Szabhatjuk                      |
| SLPX 17573       | 1979 | LP       | Pepita     | Gábor S.Pál dalai             | Találkozás egy régi szerelemmel |
| SLPX 17574       | 1978 | LP       | Pepita     | Koncz Zsuzsa                  | Aranyalbum 1967-1973            |
| SLPX 17575       | 1978 | LP       | Pepita     | Skorpió                       | Gyere velem                     |
| SLPX 17576       | 1979 | LP       | Pepita     | Hacki Tamás                   | Whistle Concert                 |
| SLPX 17579       | 1979 | LP       | Pepita     | Omega                         | Gammapolis                      |
| SLPX 17581       | 1979 | LP       | Pepita     | Kovács Kati                   | Szívemben zengő dal             |
| SLPX 17582       | 1979 | LP       | Pepita     | Omega                         | Aranyalbum 1969-1971            |
| SLPX 17583       | 1979 | LP       | Pepita     | Sárosi Katalin                | Sárosi Katalin                  |
| SLPX 17584       | 1979 | LP       | Pepita     | Rózsák Sötétben               | Various                         |
| SLPX 17585       | 1979 | LP       | Pepita     | Tessék Választani'79          | Various                         |
| SKPX 17587       | 1979 | LP       | Pepita     | Generál                       | Piros Bicikli                   |
| SLPX 17588       | 1979 | LP       | Pepita     | Express                       | Ezüst Express                   |
| SLPX 17589       | 1979 | LP       | Pepita     | Piramis                       | 3                               |
| SLPX 17590       | 1980 | LP       | Pepita     | Karda Beáta                   | Figyelem itt vagyok             |
| SLPX 17591       | 1979 | LP       | Pepita     | Zorán                         | III                             |
| SLPX 17592       | 1979 | LP       | Pepita     | Fonográf                      | Country Album                   |
| SLPX 17593       | 1979 | LP       | Pepita     | Szűcs Judith                  | Judith                          |
| SLPX 17594       | 1979 | LP       | Pepita     | Neoton Família                | Napraforgó                      |
| SLPX 17595       | 1979 | LP       | Pepita     | Cseh Tamás                    | Fehér babák takarodója          |
| SLPX 17596       | 1980 | LP       | Pepita     | Pege Aladár                   | Pege                            |
| SLPX 17597       | 1980 | LP       | Pepita     | Gonda János                   | Vonzások és választások         |

## Lásd még
- Hungaroton
- Hanglemez
- Dorogi hanglemezgyár
- SLPX 17600
- SLPX 17900
- SLPM 17900
- SLPM 17800